# Albert Montañés
Albert Montañés Roca (Sant Carles de la Ràpita, Katalónia, 1980. november 26. –) spanyol hivatásos teniszező. Eddigi pályafutása során 5 egyéni és 2 páros ATP-tornán diadalmaskodott.

## ATP-döntői

### Egyéni

#### Győzelmei (5)
| Összesítés                                            | Összesítés |
| ----------------------------------------------------- | ---------- |
| Grand Slam-torna                                      | (0)        |
| ATP World Tour Masters 1000 / ATP Masters Series      | (0)        |
| ATP World Tour 500 Series / International Series Gold | (0)        |
| ATP World Tour 250 Series / International Series      | (5)        |
| ATP World Tour Finals / Tennis Masters Cup            | (0)        |

|   | Dátum                | Torna                   | Borítás | Ellenfél a döntőben | Eredmény a döntőben |
| 1 | 2008. július 20.     | Dutch Open, Amersfoort  | Salak   | Steve Darcis        | 1-6, 7-5, 6-3       |
| 2 | 2009. május 10.      | Estoril Open, Estoril   | Salak   | James Blake         | 5-7, 7-6(6), 6-0    |
| 3 | 2009. szeptember 27. | Romanian Open, Bukarest | Salak   | Juan Mónaco         | 7–6(2), 7–6(6)      |
| 4 | 2010. május 3.       | Estoril Open, Estoril   | Salak   | Federico Gil        | 6-2, 6-7, 7-5       |
| 5 | 2010. július 12.     | Mercedes Cup, Stuttgart | Salak   | Gaël Monfils        | 6-2, 1-2 Ret.       |

#### Elvesztett döntői (5)
|   | Dátum                | Torna                                        | Borítás | Ellenfél a döntőben | Eredmény a döntőben |
| 1 | 2001. szeptember 10. | Open Romania, Bukarest                       | Salak   | Younes El Aynaoui   | 6-7, 6-7            |
| 2 | 2004. április 12.    | Open de Tenis Comunidad Valenciana, Valencia | Salak   | Fernando Verdasco   | 6-7, 3-6            |
| 3 | 2005. február 27.    | Abierto Mexicano Telcel, Acapulco            | Salak   | Rafael Nadal        | 1-6, 0-6            |
| 4 | 2007. április 29.    | Grand Prix Hassan II, Casablanca             | Salak   | Paul-Henri Mathieu  | 1-6, 1-6            |
| 5 | 2011. július 31.     | bet-at-home Cup Kitzbühel, Kitzbühel         | Salak   | Robin Haase         | 4-6, 6-4, 1-6       |

### Páros

#### Győzelmei (2)
|   | Dátum           | Torna                            | Borítás | Partner                | Ellenfelek a döntőben              | Eredmény a döntőben |
| 1 | 2008. május 19. | Grand Prix Hassan II, Casablanca | Salak   | Santiago Ventura       | James Cerretani / Todd Perry       | 6–1, 6–2            |
| 1 | 2010. január 8. | Qatar ExxonMobil Open Doha       | Kemény  | Guillermo García López | František Čermák / Michal Mertiňák | 6–4, 7–5            |

#### Elvesztett döntői (4)
|   | Dátum             | Torna                        | Borítás | Partner               | Ellenfelek a döntőben             | Eredmény a döntőben |
| 1 | 2007. február 4.  | Movistar Open, Viña del Mar  | Salak   | Ruben Ramirez Hidalgo | Paul Capdeville / Óscar Hernández | 6-4, 4-6, 6-10      |
| 2 | 2007. február 11. | Brasil Open, Costa do Sauipe | Salak   | Ruben Ramirez Hidalgo | Lukáš Dlouhý / Pavel Vizner       | 2-6, 6-7            |
| 3 | 2007. február 18. | Copa Telmex, Buenos Aires    | Salak   | Ruben Ramirez Hidalgo | Martin Garcia / Sebastian Prieto  | 4-6, 2-6            |
| 4 | 2008. február 17. | Brasil Open, Costa do Sauipe | Salak   | Santiago Ventura      | Marcelo Melo / Andre Sa           | 6-4, 2-6, 7-10      |